# Simone Giertz

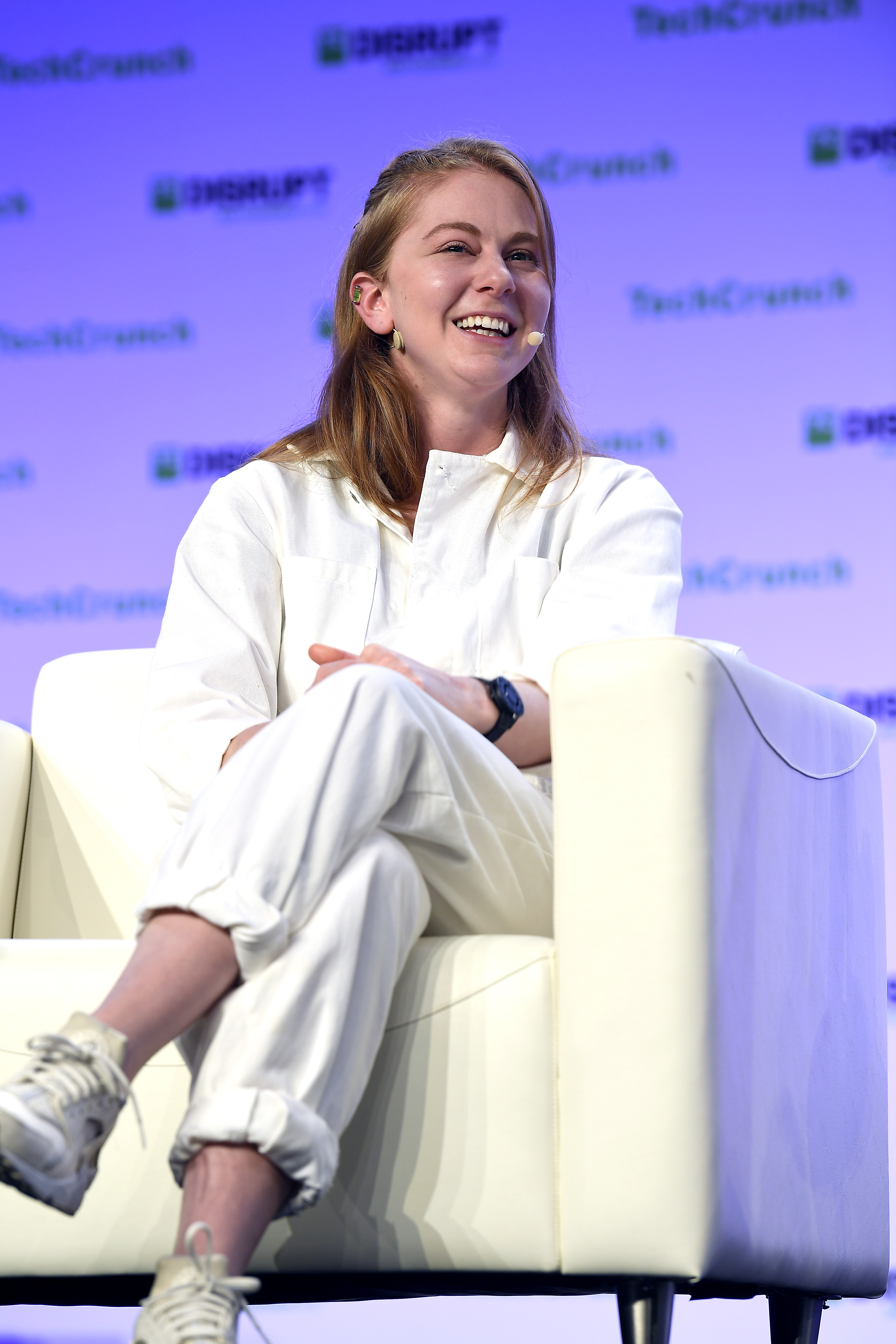
Simone Giertz in 2019

Simone Luna Louise Söderlund Giertz (1990, Stockholm) is een Zweedse uitvinder. Ze woont en werkt in Los Angeles. Ze publiceert filmpjes over haar werk voor een breed publiek via haar YouTube-kanaal met ruim twee miljoen abonnees.

## Jeugd en opleiding
Giertz is de dochter van Caroline Giertz, een schrijfster en televisiepersoonlijkheid. Giertz verwijst naar haar als een “Ghostbuster” vanwege haar werk bij een paranormale tv-show. Giertz is familie van Lars Magnus Ericsson, de oprichter van Ericsson.
Giertz heeft een jaar in China gewoond als uitwisselingsstudent. Ze speelde daar mee in de Chinese soap Huan Xi Long Xia Dang (de gelukkige kreeft). Ook leerde ze er basis-Mandarijn spreken.
Ze woonde een tijd in San Francisco, en verhuisde in het najaar van 2020 naar Los Angeles.

## Koningin van de waardeloze robots
Giertz heeft zichzelf benoemd tot de “Queen of shitty robots” en maakte daar verschillende video’s over. Zo maakte ze een soeprobot, een lippenstiftrobot en een keukenmachinerobot. Zelf zegt ze erover: 
“Door iets te bouwen dat niet nuttig hoeft te zijn, geef je jezelf veel meer creatieve vrijheid. Daarom is het maken van waardeloze dingen een cruciaal onderdeel van elk creatief proces. Als je iets probeert te creëren, moet je niet zo streng zijn voor jezelf."
In juli 2019 legde ze in een filmpje uit dat ze stopte met het maken van waardeloze robots en haar energie wilde steken in het bouwen van dingen die ze echt graag wil.
Het project waarbij ze een Tesla-auto ombouwde tot een Pick-up is hier het eerste voorbeeld van. Ze noemt de auto een Truckla.

## Gezondheid
Op 30 april 2018 maakte Giertz bekend dat ze een goedaardige hersentumor heeft. Het gezwel, dat ze Brian noemde, werd verwijderd en Giertz hield haar achterban middels video’s op de hoogte van haar herstelproces. Ze stuurde een deel van het tumorweefsel naar het verste plekje op aarde dat ze kon bedenken, Antarctica. Op 18 januari 2019 liet Giertz weten dat de tumor terug was. Dit keer werd de tumor bestraald. Van het masker dat ze tijdens de bestraling droeg maakte ze een kunstwerk. 

## Samenwerking
In 2016 startte Giertz een samenwerking met Adam Savage. Samen maakten ze bijvoorbeeld de popcornmachine.
Daarnaast werkte ze samen met Goldieblocks die een kindvriendelijke versie van haar video’s maakten.